# 구리시마 아카리
구리시마 아카리(일본어: 栗島 朱里, 1994년 9월 14일 ~ )는 일본의 여자 축구 선수이다.

## 국가대표팀 경력
그녀는 2019년 EAFF E-1 풋볼 챔피언십에 참가할 일본 국가대표팀에 발탁되었으며, 12월 11일 중화 타이베이와의 경기에서 데뷔했다. E-1 풋볼 챔피언십 우승.

## 통계
| 일본 | 일본 | 일본 |
| 연도 | 출전 | 득점 |
| ---- | ---- | ---- |
| 2019 | 1    | 0    |
| 통산 | 1    | 0    |